# Gleb Evgenievich Lozino-Lozinsky
Gleb Evgenievich Lozino-Lozinsky  (1910-2001) (en ruso: Глеб Евгеньевич Лозино-Лозинский)  fue un ingeniero aeronáutico soviético.
Gleb Evgenievich Lozino-Lozinsky fue uno de los principales desarrolladores de la tecnología aeroespacial soviética. Doctor en Ciencias técnicas, fue el director general y Diseñador General de JSC La Asociación de Investigación y Producción Molniya (que no debe confundirse con UNPP Molniya y KP SKB Molniya) una de las empresas más grandes de la industria aeroespacial de la URSS. Fue el desarrollador principal del programa del  sistema aeroespacial «Spiral» y el transbordador Burán. Fue  profesor, académico y vicepresidente de la Academia Rusa de Ingeniería.
Gleb Evgenievich Lozino-Lozinsky  fue Héroe del Trabajo Socialista, ganador del Premio Lenin en 1962 y de dos Premios Stalin uno en 1950 y otro en 1952.

## Biografía
Gleb Evgenievich Lozino-Lozinsky  nació el 25 de diciembre de 1909 (7 de enero de 1910 según el calendario georgiano) en Kiev, entonces Imperio Ruso y en la  actualidad Ucrania, en el seno de una familia acomodada, su padre era abogado. La familia se trasladó a la ciudad de  Kremenchuk, donde Gleb realizó sus los estudios primarios y secundarios. Se graduó en  una escuela laboral donde pasó directamente al séptimo grado. Luego estudió durante dos años en una escuela vocacional, donde recibió la especialidad de cerrajero .
Más tarde se matriculó en 1926  en el Instituto de Mecánica y Construcción de Maquinaria de Járkov donde en  1930 se graduó como ingeniero especializado en turbinas de vapor. Inicialmente trabajó en una central eléctrica, pero en 1932 pasó a trabajar en la industria de la aviación, donde participó en el desarrollo de turbinas a reacción.
En 1932, se fue a trabajar al Instituto de Aviación de Járkov como ingeniero en una estación de investigación y pruebas. A partir de ese momento, todas las actividades del joven diseñador estuvieron conectadas con la industria aeronáutica. En aviación, comenzó como especialista en motores, creando el primer dispositivo de poscombustión del país para un motor turborreactor.
En 1941 ingresa en el OKB-155 Mikoyan. Formó parte de la organización de producción en serie de los cazas desde el MiG-9 hasta el MiG-31. 
En 1966 se hace responsable como jefe de diseño del proyecto "Spiral"  y tras su cancelación y sustitución por el programa Energía-Burán en 1976 pasa a ser responsable del mismo.  Fue el diseñador jefe del avión interceptor MiG-31 en 1975 y estuvo directamente involucrado en la creación del caza de primera línea MiG-29 en 1977. 
A fines de la década de 1980, G. Lozyno-Lozynsky, junto con un grupo de personas de ideas afines, desarrolló en el Sistema Aeroespacial Reutilizable Multipropósito "MAX", Mnovozelewaja awiazionno-kosmicheskaja sistema (en ruso: Многоцелевая авиационно-космическая система (MAKS), una pequeña nave espacial diseñada para ser lanzada desde un avión An-225 y ser reutilizable, en paralelo con su trabajo principal. Este proyecto era único por su bajo costo, podía basarse en aeródromos convencionales y "encajar" en los sistemas existentes de gestión de vuelos espaciales basados en tierra. En 1985 obtuvo del doctorado en ciencias técnicas.
Gleb Evgenievich Lozino-Lozinsky fue autor de decenas de otros proyectos. Doctor en Ciencias Técnicas. Diseñador General de OAO NPO Molniya,fue  Mayor General en 1999.
Aunque nacido en Kiev Lozino-Lozinsky  vivió y trabajó en Moscú donde murió el 28 de noviembre de 2001. Fue enterradoen el cementerio de Donskoy de la capital rusa.

## Premios y títulos
- Héroe del Trabajo Socialista en  1975.
- Premio Lenin en 1962.
- Premio Stalin de segundo grado en 1950  por el desarrollo y desarrollo de nuevos procesos tecnológicos en la producción de aviones.
- Premio Stalin de primer grado en 1952 por la creación del avión MiG-17.
- Orden "Por Mérito a la Patria" IV grado en 1997 por servicios al estado, muchos años de trabajo concienzudo y una gran contribución al fortalecimiento de la amistad y la cooperación entre los pueblos.[1]
- Dos órdenes de lenin.
- Orden de la Revolución de Octubre.
- Orden de la Bandera Roja del Trabajo.
- Orden de la Estrella Roja.

- Medalla de agradecimiento del Presidente de la Federación Rusa en 1999 por su gran contribución personal al desarrollo de la tecnología aeroespacial .[2]

## Literatura
- Golovanov Ya. K. Korolev: Hechos y mitos. - M: Nauka, 1994. - ISBN 5-02-000822-2 .
- Chertok B.E. Cohetes y personas. - M: Mashinostroenie, 1999. - ISBN 5-217-02942-0 .
- Costa del Universo / Editado por Boltenko A. S. - Kiev: Phoenix, 2014. - ISBN 978-966-136-169-9 .